# Bitwa pod Ar-Rajdanijją
Bitwa pod Ar-Rajdanijją – starcie zbrojne, które miało miejsce 22 lub 23 stycznia 1517 pomiędzy Imperium Osmańskim a państwem mameluków. Zakończyła się ona klęską wojsk egipskich, zajęciem Kairu przez Osmanów (30 stycznia) i włączeniem ziem mameluków w skład ich państwa.

## Wojna
Sułtan Selim I po zwycięstwie nad safawidzkim państwem Isma’ila I w 1514 roku podporządkował sobie plemiona kurdyjskie. Licząc na osłabienie Osmanów po wojnie z Persją oraz konflikcie sułtana z braćmi, mameluckie wojska pod dowództwem sułtana Kansuha al-Ghauriego ruszyły do Syrii. Ten pokaz siły miał skłonić Selima I do oddania zajętego niedawno przez Turków miasta Elbistan. Selim I odmówił i ruszył z armią na mamelucką Syrię. Mamelucy poprosili o pomoc Isma’ila I. Selim mimo to zaryzykował wojnę na dwa fronty i wtargnął na tereny mameluków. Wojska egipskie rozpoczęły błyskawiczny odwrót spod Aleppo, nie uniknęły jednak decydującej bitwy pod Mardż Dabik 24 sierpnia 1516 roku. Na skutek zdrady i złego dowodzenia mamelucy zostali rozgromieni, a Kansuh al-Ghauri zginął w trakcie bitwy lub tuż po niej. Syria poddała się Turkom bez walki. 16 października nowym sułtanem mameluckim został Al-Aszraf Tumanbaj, a Selim I wysłał mu (wbrew radom części dowódców pragnących kontynuować wojnę) propozycję pokoju – Egipt miał zostać państwem wasalnym Osmanów. Poseł turecki został zabity, a Selim ruszył na południe. W międzyczasie doszło do sporu o Gazę – 21 grudnia wezyr turecki Sinan Pasza pokonał w bitwie pod miastem emira mameluckiego Dżanberdiego Al-Ghazaliego.

## Bitwa
Połączone armie Selima i Sinana Paszy stanęły na egipskiej ziemi 17 stycznia 1517 roku, mimo licznych ataków ze strony arabskich plemion. Na skutek zdrady al-Ghazaliego Turcy wiedzieli, iż Tumanbaj z całą armią znajduje się w warownym obozie pod Ar-Rajdanijją. Obóz był dobrze przygotowany do obrony – otoczony był okopami i umocnieniami ziemnymi, a żołnierze mameluccy byli dość dobrze uzbrojeni w broń palną.
Selim nakazał przygotować atak z dwóch stron – część oddziałów przeszła przez wzgórza Mukattam i uderzyła na najsłabiej umocnioną część obozu, część zaatakowała od tyłu. Ogień artyleryjski Turków zniszczył większość istniejących umocnień, a obrońcy nie mogli się skutecznie bronić ze względu na to, iż ich działa nie posiadały kół i były w większości nieruchome. Unicestwiono również ogniem artyleryjskim większość mameluckiej kawalerii. Mamelucy pod dowództwem Tumanbaja zorganizowali desperacki wypad z obozu, w trakcie którego zginął wezyr osmański, a namiot sułtana był niemal w „zasięgu ich ręki”. Turkom udało się jednak zatrzymać kontratak i zmusić wojska mameluckie do ucieczki 3 km na północ (wzdłuż Nilu).

## Walki w Kairze
Wojska osmańskie wkroczyły 26 stycznia na przedmieścia Kairu. Zdobyto cytadelę i wymordowano garnizon czerkieski. Selim I wraz z częścią armii zatrzymał się na wyspie w pobliżu dzielnicy Bulaq. Jego nowy wezyr Yunus Pasza wkroczył do centrum miasta 27 stycznia, aby powstrzymać grabież i gwałty. Kalif Al-Mutawakkil III rozpoczął modły w mieście w imieniu Selima. Wieczorem 27 stycznia Tumanbaj wraz z 7000 żołnierzy (w tym Beduinów) zaskoczył i pokonał oddział turecki stacjonujący w stolicy. Sytuacja zmieniła się jednak diametralnie, gdy o północy Selim ściągnął do miasta artylerię, by zburzyć mameluckie umocnienia. Mamelucy wycofali się na poprzednie pozycje. Walki trwały do 30 stycznia, kiedy to Tumanbaj wraz z resztkami swej armii opuścił ostatni szaniec obrony w pobliżu kairskiej cytadeli i po przekroczeniu Nilu udał się do Gizy, a później do górnego Egiptu. Selim powrócił do swego obozu na wyspie i nad swym namiotem wywiesił biało-czerwoną flagę na znak amnestii. Mimo to zabito ok. 800 jeńców. Amnestię rozszerzono później na wszystkich emirów Egiptu. Dzięki prośbom kalifa skończyły się rzezie i grabież w mieście. Syn zmarłego sułtana Kansuha al-Ghauriego otrzymał od Selima kolegium (wybudowane przez ojca) jako swoją rezydencję. Ostateczną liczbę ofiar wśród mieszkańców Kairu szacuje się na 50 000.

## Skutki
Sułtan mamelucki kontynuował walkę dzięki wsparciu lokalnych plemion arabskich, jednak po raz kolejny przegrał w bitwie nad Nilem w marcu 1517. Krótko po niej został pochwycony przez Turków i zabity 13 kwietnia. Mimo to wielu historyków (w tym również tureckich) chwaliło jego odwagę w trakcie bitew.
Państwo mameluckie upadło, a jego tereny stały się częścią Imperium Osmańskiego. Egiptem rządzić zaczęli paszowie powoływani z rozkazu sułtana. Lokalni emirowie arabscy w Syrii uzyskali autonomię w ramach państwa Selima. Podobnie stało się z Druzami i maronitami. Patriarchaty w Aleksandrii, Jerozolimie i Antiochii zostały podporządkowane patriarsze Konstantynopola. Osmanowie stali się potęgą i zabezpieczyli się przed Safawidami, którzy w tej wojnie pozostali bierni. Dzięki temu zwycięstwu władzy tureckiej podporządkował się również szarif Mekki. Lokalny opór na dawnych terenach mameluckich trwał jeszcze do śmierci Selima I, ale z czasem tracił na sile.